# Phylloscopus borealoides
Phylloscopus borealoides е вид птица от семейство Phylloscopidae.

## Разпространение
Видът е разпространен в Китай, Русия, Южна Корея и Япония.